# Pusheen
Pusheen là con mèo hoạt hình xuất hiện trên thanh công cụ sticker trên Facebook. Pusheen được Claire Belton và Andrew Duff sáng tạo năm 2010, trong một bộ truyện tranh đăng trên trang web Everyday Cute. Con mèo Pusheen được sử dụng nhiều trong các bài đăng trên phương tiện truyền thông xã hội và trên blog.
Trên trang web Pusheen chính thức, Pusheen được mô tả là cô mèo cái khoác lên mình bộ lông vằn xám. Các nhân vật trong sê-ri truyện tranh nguyên bản gồm Belton, Duff (hai tác giả truyện), chú chó nhà Carm (viết tắt của "Carmen") và Pusheen, một cô mèo vằn xám mũm mĩm lấy cảm hứng từ cô mèo mà Belton nuôi (hiện đang sống ở Oregon). Tên của Pusheen bắt nguồn từ từ puisín, có nghĩa là mèo con trong tiếng Ailen.

## Lịch sử
Pusheen xuất hiện lần đầu tiên vào tháng 5 năm 2010 trong bộ truyện tranh "Pusheen Things" trên trang web Everyday Cute (do Claire Belton và Andrew Duff quản lý). Năm 2011, Belton và Duff ra mắt một trang web spin-off dành riêng cho Pusheen. Năm 2013, Belton xuất bản bộ truyện có sự tham gia của Pusheen mang tên I Am Pusheen The Cat.
Pusheen ngày càng nổi tiếng khi xuất hiện trong nhiều bộ sticker trên Facebook, một bộ công cụ đính kèm ảnh và nhãn dán vào tin nhắn, bình luận cá nhân. Tính năng này đã tương thích với hệ điều hành Android từ tháng 4 năm 2013, và được thêm vào trang web chính từ tháng 7 cùng năm. Trong một bài viết cho Tạp chí PC về emoji và unicode, Sascha Segan gọi Pusheen là "emoji độc quyền" của Facebook, được sử dụng như một hình thức độc quyền cung cấp (vendor lock-in).
Tháng 4 năm 2017, Tập đoàn Pusheen mua một không gian văn phòng tại khu ngoại ô Park Ridge bang Chicago. Văn phòng là không gian làm việc cho các nghệ sĩ và nhiếp ảnh gia.

## Truyền thông xã hội
Pusheen là một ví dụ điển hình về sự phổ biến các hình ảnh mèo trên Internet. Một cuộc triển lãm tại Bảo tàng Hình ảnh Động tại thành phố New York đã đề cao hình tượng Pusheen cùng với những chú mèo nổi tiếng khác như Mèo Grumpy và Lil Bub. Tính đến tháng 2 năm 2019, trang Facebook cho Pusheen có hơn 9,2 triệu người hâm mộ. Thương hiệu Pusheen đã đi vào ngành công nghiệp quần áo, phụ kiện. Pusheen vượt ra ngoài không gian Facebook và xuất hiện trên nhiều nền tảng mạng xã hội khác như: Instagram, Pinterest và Twitter. Cô mèo hoạt hình này cũng có nhiều fan page trên mọi nền tảng mạng xã hội và blog để tôn vinh truyện tranh. Sự nổi tiếng thậm chí đã giúp Tập đoàn Pusheen tạo ra một ứng dụng mở rộng bộ sưu tập stiker của họ, bắt đầu trên không gian Facebook. Do sự nổi tiếng này, công ty đã bắt đầu phát hành các ảnh động định dạng GIF trên trang web công ty với tần suất vài lần một tháng.

## Buôn bán

Một cửa hàng chứa đầy hàng hóa in hình mèo Pusheen

Tập đoàn Pusheen bắt đầu bán hàng hóa in hình mèo Pusheen sau khi cô mèo này nổi tiếng. Hàng hóa Pusheen được bày bán trên trang web Everyday Cute, ban đầu là chiếc móc khóa và vòng cổ. Từ đó, mặt hàng được mở rộng phong phú. Giờ đây Pusheen Corp hợp tác với nhiều thương hiệu để sản xuất và bán hàng trong các cửa hàng như Barnes & Noble, Hot Topic và Petco. Từ tháng 4 năm 2019, tập đoàn mở rộng việc bán hàng của mình lên trang web The Pusheen Shop. Trang web có các bộ sưu tập hàng hóa dành riêng cho mèo: đồ chơi sang trọng của nhà sản xuất Gund, quần áo, phụ kiện, đồ lặt vặt, hộp bí ẩn (blind box),...